# هوانیروز سپاه
هوانیروز سپاه پاسداران انقلاب اسلامی یا هواپیمایی نیروی زمینی سپاه پاسداران یگان هواپیمایی نیروی زمینی سپاه پاسداران انقلاب اسلامی است، که با دارا بودن بالگرد‌های رزمی، امدادی و هواپیمای سبک، مسئولیت مأموریت‌های هوایی پشتیبانی از نیروی زمینی سپاه را برعهده دارد.
در تاریخ سوم اسفندماه ۱۳۹۴ سید علی خامنه‌ای؛ رهبر جمهوری اسلامی ایران، دستور تشکیل هوانیروز سپاه پاسداران انقلاب اسلامی را صادر کرد. نخستین پایگاه هوانیروز سپاه با نام پایگاه فتح، در استان البرز و شهر کرج واقع می‌باشد.
در تاریخ ۳۱ فرودین ۱۳۹۵ سرتیپ‌دوم پاسدار خلبان محمد رحمانی به‌عنوان نخستین فرمانده هوانیروز سپاه منصوب شد و همچنان نیز در این جایگاه فعالیت می‌کند.
در تاریخ ۱۳ تیر ۱۳۹۶ دومین پایگاه هوانیروز سپاه با نام پایگاه سیدالشهدا در شیراز افتتاح شد. این پایگاه استان‌های فارس، هرمزگان، خوزستان، سیستان و بلوچستان، کرمان، بوشهر و کهگیلویه و بویراحمد را پوشش می‌دهد و ظرفیت پذیرش ۵۰ بالگرد در فاز نهایی را خواهد داشت.
در تاریخ ۹ اسفند ۱۳۹۶، مرکز تعمیرات تخصصی بالگرد و تحقیقات و پژوهش هوانیروز سپاه در پایگاه فتح کرج افتتاح شد.
سومین پایگاه بالگردی هوانیروز سپاه در تاریخ ۲۰ اردیبهشت ۱۴۰۲ در شهر زاهدان افتتاح شد